# Governador Newton Bello
Governador Newton Bello är en kommun i Brasilien.   Den ligger i delstaten Maranhão, i den nordöstra delen av landet, 1 400 km norr om huvudstaden Brasília. Antalet invånare är 11 922.
Omgivningarna runt Governador Newton Bello är huvudsakligen savann. Runt Governador Newton Bello är det glesbefolkat, med 10 invånare per kvadratkilometer.